# Bankole Awoonor-Renner
Kweku Bankole Awoonor (6 juin 1898 - 27 mai 1970), né Edward Clarke Lewis Renner, puis converti à l'Islam sous le nom de Mustapha Renner, était un journaliste et homme politique marxiste, panafricaniste et musulman ghanéen,.

## Jeunesse
Bankole Awoonor-Renner est né à Elmina au Ghana, alors colonie britannique en Afrique de l'Ouest, sous le nom de Edward Clarke Lewis Awoonor-Renner.  Son père, Peter Awoonor-Renner, était avocat et premier président du barreau, originaire du Sierra Leone, et membre actif de la Société de protection des droits des aborigènes de la Côte-de-l'Or (ARPS), qui luttait vigoureusement contre la loi foncière de 1897 et la loi sur les forêts de la Couronne des années 1900. Awoonor-Renner a été scolarisé dans un pensionnat jésuite à Cape Coast. Après avoir terminé ses études à Freetown, Kweku retourne à Accra où il commence à travailler comme journaliste à l'Awoonor Press.

## Formation à l'étranger
Il se rend aux Etats Unis en 1921 pour étudier le journalisme au Tuskegee Institute fondé par Booker T. Washington, puis au Carnegie Institute of Technology de Pittsburgh. Il s'appelle alors Edward Clarke Lewis Renner. Il est, entre 1922 et 1924, secrétaire de l'Union des étudiants africains d'Amérique, dirigée par Simbini Nkomo, et écrit pour la revue de la NAACP « The Crisis », « Opportunity » de la Ligue urbaine et « New Masses », journal indépendant de gauche. Il se rapproche de la Communist Youth League puis rejoint le Parti communiste américain.
En 1925, Awoonor-Renner a voyagé des États-Unis vers l'Union soviétique avec neuf noirs américains pour étudier à l'Université communiste des travailleurs de l'Est (KUTV). Il y voyage sous le nom de Kweku Awuna Bankole. Il y rédige un Rapport sur l'Afrique de l'Ouest, en 1927, projet de libération pour les colonies africaines dont, selon Holger Weiss, l’idée majeure consistait à rassembler les populations musulmanes dans un mouvement anticolonial, par le projet d’une conférence panafricaine en Afrique ainsi qu'à Londres, d’un « African Bureau » et d’un mensuel, Colonial World, étapes qu'il réalisera au cours de sa vie. Ce projet luyi vaudra d'être envoyé en Afrique pour l'internationale communiste. Il y aurait reçu un entrainement militaire. Il est considéré comme le premier Noir africain à avoir étudié en Union soviétique.
Il quitte l'Union soviétique pour la Grande-Bretagne en 1927 où il poursuit ses études de journalisme à l' Institut des journalistes de Londres, devenant ainsi le premier Africain à obtenir un diplôme de l'Institut. En 1928 son retour en Afrique est décidé par le Komintern. Il passe par le Sierre Leone avant de retourner au Ghana.

## Vie personnelle
Awoonor-Renner a rencontré son épouse Olabisi Awoonor-Renner (née Alakija) à Londres. Ils se sont mariés en avril 1944. Ils ont eu cinq enfants ensemble. Quatre fils et une fille.

## Retour au Ghana
À son retour au Ghana, Awoonor-Renner devient rédacteur en chef du journal Gold Coast Leader, de 1930 à 1932 date à laquelle le magazine est fermé suite à un procès en diffamation. Il collabore également au Times of West Africa, et écrits des poêmes publiés dans différents journaux.
En 1934, Awoonor-Renner et plusieurs autres, dont Ellis Brown, ITA Wallace-Johnson et Robert Benjamin Wuta-Ofei, fondèrent la Ligue de la jeunesse ouest-africaine (WAYL). Awoonor-Renner a été élu président de la WAYL. Et combat la conféderation Ashanti, dont il craint l'alliance entre les monarchistes ashanti et l'occupant britannique. Ce combat fut un échec, une nouvelle Confédération ashanti fut créée par les Britanniques en 1935.

## Politique populaire et conversion à l'Islam
Suite à un tremblement de terre, il se rend en 1939 à Accra, dans les quartiers musulmans dont la population est majoritairement ouvrière et immigrée, et se plaint d'être lésée dans la répartition des réparations. Awoonor-Renner se converti publiquement à l'Islam en 1942, et devient Mustafa Renner. Avec la Gold Coast Muslim Association, fondée par l'imam Muhammad Abbas, il remporte un siège au conseil municipal d'Accra. Il entend désormais défendre « les pauvres marginalisés, les non représentés et les non représentables ».
Il défend systématiquement les musulmans de la ville, ses fonctionnaires africains et les classes populaires en général, et conteste l'autorité du président britannique du conseil, Norton Jones. Il milite pour l'accès aux services de base dans les quartiers musulmans de Sabon Zongo et de Nima. Il demande l'abrogation de la taxe d'un shilling imposée aux musulmans pour l'autorisation d'abattre des béliers chez eux lors de la célébration de l'Aïd el-Adha (la plus grande fête musulmane), et l'extension de la couverture des fonds publics alors versés aux écoles des missions chrétiennes aux écoles coraniques.
Il incarnait une forme très spécifique de modernisme islamique, conforme à son image de leader musulman d'un nouveau genre et membre de la classe dirigeante de la colonie, éduquée aux USA puis à Moscou, lui s'étant installé dans les quartiers populaires et immigrés de la capitale.

## Lutte d'indépendance du Ghana
En avril 1943, il démissionna de son siège à mi-mandat et retourna à Londres pour étudier le droit. En 1945, il participe au cinquième Congrès panafricain, à Manchester, représentant les Amis de la Société pour la liberté africaine, aux côtés de Kwame Nkrumah. Avec Nkrumah et d'autres militants panafricains, il fonde à Londres le Secrétariat national ouest-africain (WANS), organisation marxiste panafricaine. Ils éditent le mensuel The New African. Renner écrit son projet dans un livre, West African Soviet Union, publié par Wans Press en 1946.
Renner retourne en Côte-de-l'Or en 1948 et apporte son soutien aux activités de Kwame Nkrumah, il aida le premier président du Ghana à fonder le Convention People's Party (CPP), auquel se rallient les musulmans d'Accra. Il participe de la rupture avec l'UGCC et à la campagne d'« action positive » fin 1949 - début 1950. Renner a collaboré avec des militants de Ga pour rallier les musulmans au CPP pendant l'emprisonnement de Nkrumah en mars et avril 1948. Renner joue un rôle important dans le mouvement de désobéissance civile et ils furent emprisonnés ensembles en 1950.

## Opposition à Nkrummah
Cependant Nkrummah se distancie de la ligne marxiste de Krenner, qui n'obtient pas de rôle important dans le CPP. Le conseiller britannique de Nkrummah, George Padmore, cherchant à l'éloigner du marxisme et de l'anticolonialisme. Renner déclara à Basil Davidson en 1952 que l'accord du CPP avec les Britanniques lorsque Nkrumah accepta de prendre le pouvoir « avait transféré l'initiative des mains des opprimés aux mains des oppresseurs », et que c'était la raison pour laquelle il avait rejoint l'opposition.
La politique pro-britannique de Nkrumah devient un sujet de discorde et Renner rompt avec le CPP pour fonder le Muslim Association Party (MAP), en 1954 avec les musulmans d'Accra et des proches d'Ibrahim Niasse. L'Islam devient un facteur de ralliement pour rassembler sur la question de l'exploitation économique partagée par toute la population. « L’attrait pour le MAP a révélé une conscience de classe embryonnaire » au sein des travailleurs migrants qui vont être abandonné par le CPP.
Lorsque l'opposition au CPP se réunit au sein du United Party (Ghana) en novembre 1957, il devint membre de son comité de travail. Avec Joe Appiah du Mouvement de libération nationale – lui-même figure du WANS –, il incarna cette opposition éclairée et radicale à l'ascension de Kwame Nkrumah.
L'echec du MAP aux élections de 1954 et la repression que subissent ses dirigeants voient la fin du mouvement. Après l’interdiction du pluralisme politique dans les années 1960, Bankole Awoonor-Renner vit isolé et dans la pauvreté et décède en 1970.